# CL-629
La CL-629 es una carretera autonómica de Castilla y León que transcurre íntegramente por la mitad norte de la provincia de Burgos. Une la localidad de Sotopalacios con el límite provincial de Burgos al sur de Vizcaya. Antes se denominaba   C-6318 
Bilbao-Reinosa y   C-629  Burgos-Santoña, y anteriormente tuvo consideración de Camino Real. Fue renovada en parte de su recorrido entre los años 2002 y 2006. Debido a aquellas mejoras, largamente requeridas por los vecinos y visitantes de la comarca de Las Merindades, se ensanchó su trazado, se eliminaron las curvas del puerto de El Cabrio o se construyeron circunvalaciones en Valle de Mena y Merindad de Montija, entre otras mejoras. En la actualidad, la comarca solicita a la Junta de Castilla y León su conversión en autovía para mejorar la comunicación con Vizcaya.

## Localidades que atraviesa

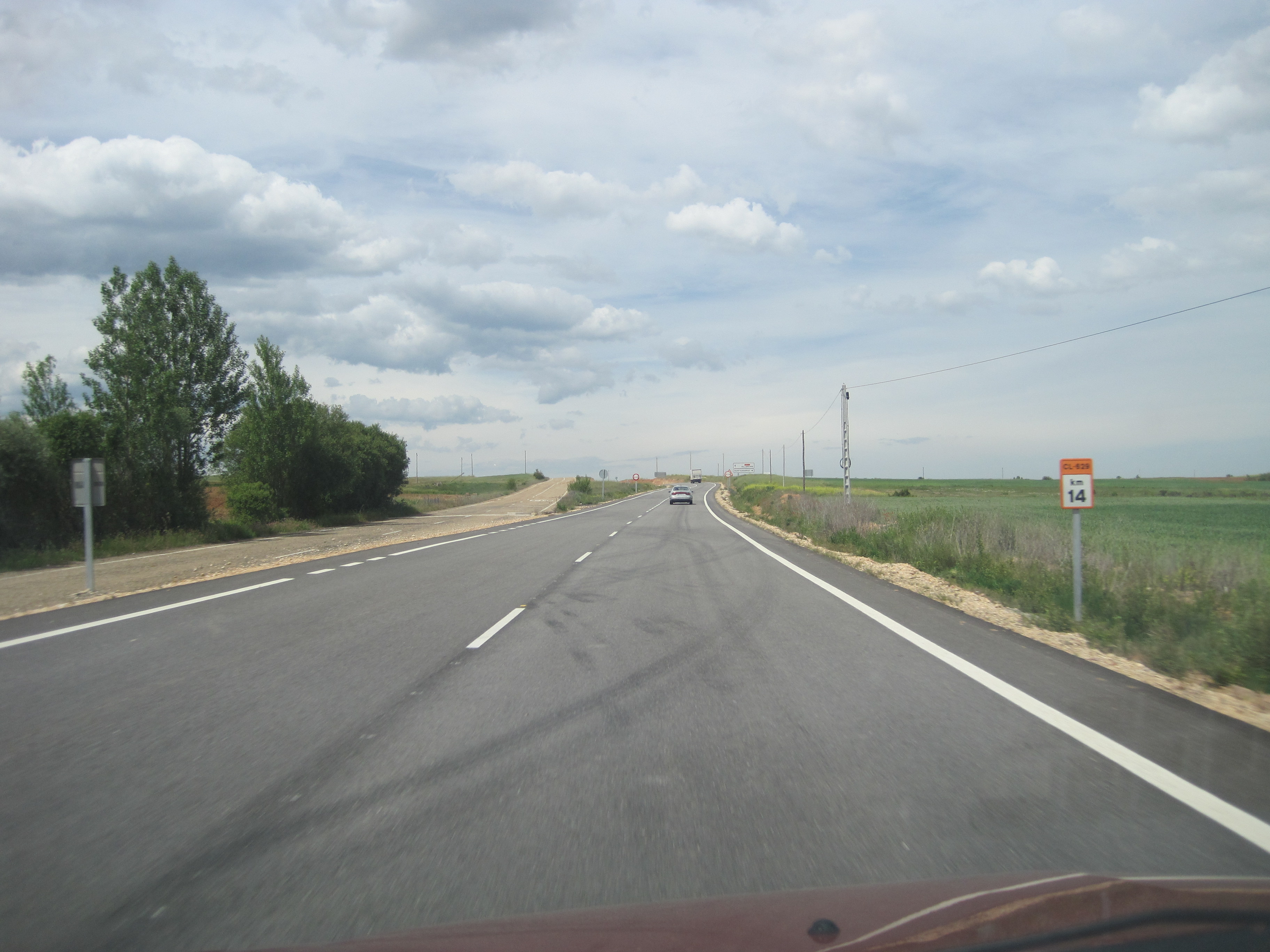
El trazado fue corregido y ensanchado entre Cobos junto a la Molina y Valdenoceda.

Inicia su recorrido al norte de Sotopalacios, en plena N-623 para terminar en el límite provincial con Vizcaya y enlazar con la BI-636. A continuación se listan las localidades que atraviesa o por las cuales pasa cerca, de sur a norte:

### Merindad de Río Ubierna
- km 2.5: a la derecha inicio de la carretera local  BU-V-5008 , que nos lleva a la  BU-V-5021  por Rioseras y Robredo Temiño.
- km 4: Villaverde Peñahorada.
- km 9: Peñahorada.
- km 10: a la derecha inicio de la carretera local  BU-V-5001 , que nos lleva a La Molina de Ubierna.
- km 12.5: a la izquierda, carretera local a Villabilla Sobresierra.
- km 16: a la derecha inicio de la carretera local a Quintanarruz y Lermilla. Lo
- km 17-18, variante de Hontomín.
- km 21: a la izquierda, acceso a La Cabañuela.
- km 23.5: a la derecha inicio de la carretera local  BU-V-5022 , que nos lleva a Lences por Castil de Lences y Abajas.
- km 25: Cernégula.
- km 27: cruce con la  BU-502  de Masa  N-623   a Cornudilla  N-232 .

### Municipio de Los Altos
- km 34: variante del despoblado de Villalta que queda al oeste.
- km 38.5: a la derecha inicio de la carretera local  BU-V-5023  al camino forestal (Hozabejas) pasando por Escóbados de Arriba y Escóbados de Abajo.
- km 40: a la izquierda, final de la carretera local  BU-V-5032  que nos lleva a Sedano pasando por Gredilla. Por esta carretera se accede a la  BU-V-5033 , que nos lleva a Villaescusa del Butrón.
- km 40.5: variante de Pesadas que queda al oeste.
- km 43: a la izquierda inicio de la carretera local  BU-V-5143  que nos conduce a Escalada  pasando por Dobro, capital del municipio de Los Altos y Pesquera.

### Merindad de Valdivielso
- km 44.— Puerto de La Mazorra
- km 52.— Valdenoceda y  N-232  de Vinaroz, en la provincia de Castellón hasta Cabañas de Virtus, en la provincia de Burgos.

### Municipio de Villarcayo
- km 537  N-232 .— Hocina.
- km 538.5  N-232 .— Incinillas, cruce de caminos : 
  - A la izquierda: Carretera local  BU-V-5741  a Rioseco en vecino valle de Manzanedo.
  - A la derecha carretera local  BU-V-5601  a Medina de Pomar en la  N-629  pasando por Bisjueces y La Aldea.
- km 539.5  N-232 .— Trazado separado de la  N-232 .
- km 61.— Villalaín. A la derecha final de la carretera local  BU-V-5602  de Bisjueces a Villalaín.
- km 63.— Atraviesa Polígono Industrial de Las Merindades.
- km 63.5.— Ferrocarril Santander-Mediterráneo, a la derecha Horna.
- km 64 a 66.— Villarcayo, variante en proyecto, cruce con  CL-628 .
- km 66.5.— A la derecha Villacomparada de Rueda.
- km 67.— A la izquierda  BU-562  a Quintanilla del Rebollar en el cruce con la  BU-526  Soncillo-Bercedo.
- km 68.— A la derecha Lechedo, puente sobre el río Nela y EDAR de Villarcayo.
- km 68.— Bocos, travesía peligrosa. ¡Atención, radar!
  - Derecha carretera local  BU-V-5412 	de acceso por Céspedes a la  BU-V-5411 .
- km 70.— a la izquierda carretera local  BU-V-5414  de acceso  a Fresnedo pasando por Barruso.
- km 72.— Alto de Bocos.

### Merindad de Montija
- km 74.— Gayangos.
- km 75.— Baranda. Travesía peligrosa.
  - A la izquierda carretera  BU-V-5422  que nos lleva a Espinosa de los Monteros pasando por Quintanahedo y Cuestahedo.
- km 78.— Villalázara, travesía peligrosa.
- km 79.—  puente sobre el río Trueba.
- km 79.5.— El Crucero.
  - A partir de este punto comparte trazado con la carretera nacional  N-629  que discurre entre Colindres (Cantabria) y la  N-232 , cerca de Cereceda (Burgos), cruzando la cordillera Cantábrica por el Puerto de Los Tornos (918 m s. n. m.).
  - A la izquierda, carretera provincial  BU-542  que nos lleva a Espinosa de los Monteros pasando por Loma de Montija.
- km 39  N-629 .— Villasante, travesía peligrosa.
- km 40.5  N-629 .— Quintanilla Sopeña.
- km 41  N-629 .— Deja de compartir trazado con la  N-629 , a partir de este punto seguimos el kilometraje de la antigua   C-6318  de Bilbao a Reinosa.
- km 83-84.— Bercedo, antigua   C-6318 , hoy  BU-526  de Bercedo a Soncillo en el Valle de Valdebezana.

### Valle de Mena
- km 85.— Bilbao-La Robla, alto de El Cabrio.
- km 87.5.— Laya.
- km 88.— Leciñana, con acceso desde la carretera local  BU-V-5432
- km 89.— Variante sur de Irús.
- km 91.5.– al derecha acceso al Santuario de  Cantonad.
- km 92.— Vivanco de Mena.
- km 92.5.— A la derecha carretera local  BU-V-5435  que cominca la carretera local  BU-V-5433  atravesando Lezana.
- km 93-94.— Variante este de Los Paradores:
  - Los Paradores de Concejero, a la izquierda carretera local que nos lleva a Concejero, continuando hacia Arceo y Campillo.
  - Los Paradores de Taranco, a la izquierda carretera local que nos lleva a Taranco.
  - A la derecha carretera local que nos lleva a Villasuso.
- km 95.— Barrasa, a la izquierda, carretera local que nos conduce a Ordejón de Mena
- km 96.— Inicio de la circunvalación sur de Villasana de Mena:
- km 96-97.— Villanueva, al inicio de la variante.
  - A la izquierda carretera local  BU-V-5545 , que nos lleva a Nava de Mena por Ribota, Caniego y Villanueva de Mena.
  - A la derecha carretera a Vallejo de Mena.
- km 98-100.— Villasana de Mena, en el centro de la variante.
  - A la derecha carretera local  BU-V-5433 ,  de Villasana de Mena a Cadagua.
  - A la izquierda carretera que nos lleva a La Mata.
  - A la derecha carretera que nos lleva a Covides y Ovilla.
- km 101.— Mercadillo.
  - A la derecha carretera provincial  BU-554  de Mercadilo a Arceniega  A-2602  , pasando por Medianas.

- km 102.— Entrambasaguas, al final de la variante, ¡Atención! Radar en la variante:
  - A la izquierda carretera a Maltranilla.
  - A la derecha carretera a Menamayor y Santa Cruz de Mena.
- km 104.— Maltrana.
- km 105.— Ungo.
- km 106.— Cereceda, a la izquierda:
  - Acceso a Nava de Ordunte,  carretera local  BU-V-5545 , que nos lleva a Villanueva de Mena por Ribota y Caniego.
  - Acceso a la presa del embalse de Ordunte.
- km 108.— Gijano:
  - A la izquierda carretera local  BU-V-5547 ,  a Nava de Mena.
  - A la derecha Santecilla, polígono industrial.
- km 110.— El Berrón, a la derecha carretera a Bortedo y Antuñano, hasta alcanzar la carretera autonómica  CL-620 .
- Límite entre la  Provincia de Burgos   y la  Provincia de Vizcaya  .

Discurre a lo largo de tres puertos de montaña, los cuales son El Cabrio, Bocos y La Mazorra. 
Además, comparte calzada con dos carreteras nacionales:
- Entre Bercedo y El Crucero comparte con la N-629 que viene de Laredo (Cantabria).

- Entre Incinillas y Valdenoceda comparte calzada con la N-232 durante el desfiladero de Los Hocinos.

Esta carretera es bastante utilizada en el tramo desde Vizcaya a Villarcayo por muchos vehículos todos los fines de semana, puentes y meses de verano. Así, pues, también muchos vehículos pesados que provienen de otras provincias colindantes como Álava o Cantabria.

## Radares
Hay radares fijos en los siguientes puntos:
- Bocos: en la salida del pueblo, en plena subida hacia el puerto de Bocos, dirección Bilbao.
- Baranda: en la entrada del pueblo, viniendo desde Villázara-Bilbao sentido Burgos.
- Puerto del Cabrio: justo cuando empieza la bajada hacia Irús-Lezana sentido Bilbao, a la altura del antiguo restaurante.
- Variante de Villasana de Mena enfocando para los que vienen desde Bilbao en un tramo en que se puede adelantar.

## Futuras mejoras
Dentro del Plan de Carreteras 2008-2020 de la Junta de Castilla y León, se incluye la construcción de una nueva carretera que conectará la N-623 con la CL-629, para evitar el paso de Peñahorada. Una vez finalizada la futura A-73, se podrá ir desde Burgos hasta Ubierna por esta autovía, para luego salir por la N-623 unos pocos km para conectar a la altura de Gredilla la Polera con la carretera de Villarcayo de Merindad de Castilla la Vieja y poder ahorrar un tiempo considerable entre la comarca de Las Merindades y la capital burgalesa.
Asociaciones de vecinos y empresarios de la comarca piden la conversión de la CL-629 en la futura autovía A-629 y la Ampliacíon del Corredor del Cadagua hasta el Límite entre Vizcaya y Provincia de Burgos para evitar los atascos en el Valle de Mena que ocurren los fines de semana y mejorar las conexiones de las Merindades con Bilbao y Burgos y ser la alternativa a la AP-68 y la AP-1. Gracias a esta propuesta, los polígonos industriales de la comarca podrían ser más competitivos y transportar cargas de una manera más rápida y segura hasta los puertos y aeropuertos del País Vasco y Cantabria.